# NGC 2583
NGC 2583 ist eine elliptische Galaxie mit ausgedehnten Sternentstehungsgebieten vom Hubble-Typ E0 im Sternbild Hydra südlich der Ekliptik. Sie ist schätzungsweise 256 Millionen Lichtjahre von der Milchstraße entfernt und hat einen Durchmesser von etwa 70.000 Lichtjahren.

Im selben Himmelsareal befinden sich die Galaxien NGC 2584 und NGC 2585.
Das Objekt wurde im Jahr 1886 von Frank Muller entdeckt.